# Semiothisa verecundaria
Semiothisa verecundaria är en fjärilsart som beskrevs av John Henry Leech 1897. Semiothisa verecundaria ingår i släktet Semiothisa och familjen mätare. Inga underarter finns listade i Catalogue of Life.